# Struma (endocrinologia)
Il gozzo o struma è l'aumento di volume della tiroide, di consistenza dura, quasi lignea, sclerotizzata, tale per cui l'epitelio ghiandolare è stato completamente sostituito da tessuto fibroso cicatriziale. È uno stato tipico degli stadi tardivi delle patologie tiroidee.

## Cause
Tale patologia può essere provocata da diversi fattori:

### Nutrizionali
La causa più comune del gozzo è la mancanza di iodio. Questo elemento è infatti necessario per la sintesi degli ormoni tiroidei tiroxina e triiodotironina; bassi livelli di queste sostanze spingono l'ipofisi a rilasciare un particolare ormone, ormone tireostimolante o TSH (thyroid stimulating hormone). Questo ormone, che in condizioni normali stimola la produzione di tiroxina e triiodotironina, causa in assenza di iodio la crescita smodata della ghiandola tiroidea come meccanismo di compensazione.
In popolazioni che conducono una dieta povera di iodio il gozzo è una patologia largamente diffusa, e per questo chiamato appunto gozzo endemico.

### Patologie
- Malattia iperfunzionante (ipertiroidismo)
  - Nodulo autonomo singolo iperfunzionante
  - Noduli autonomi multipli iperfunzionanti
  - Malattia di Basedow
- Tiroiditi
  - Tiroidite acuta, causa batterica (Streptococcus pyogenes, Staphylococcus aureus), estremamente rara
  - Tiroidite subacuta o di De Quervain, causa virale, può dare vita a noduli, recidivante (rara)
  - Tiroidite di Hashimoto, malattia autoimmunitaria (frequente)
  - Struma di Riedel, ipotiroidismo marcato e irreversibile (rara).

Altri tipi di gozzo possono essere causati da diverse patologie dell'organismo; fra queste la più comune è l'ipertiroidismo, causato dall'eccessiva produzione di tiroxina e correlato alla tipologia di gozzo nota come gozzo multinodulare, vari tipi di infiammazione della tiroide e neoplasie.

## Tipi di cure
Nelle forme più lievi il gozzo può non necessitare di trattamenti specifici o di cure. Per quanto riguarda il gozzo endemico, inoltre, spesso la semplice somministrazione di iodio attraverso la dieta può essere sufficiente per ridurre questa malformazione. Tuttavia, nei casi in cui la presenza di un gozzo eccessivamente sviluppato induce problemi di respirazione o difficoltà nell'inghiottire, può rendersi necessaria la rimozione chirurgica. Tale intervento spesso comporta la rimozione dell'intera tiroide, permettendo di prevenire la successiva ricomparsa del gozzo. A seguito di tale intervento, tuttavia, si rende necessaria l'assunzione periodica di ormoni tiroidei.
Altre terapie, alternative alla rimozione chirurgica, consistono nel trattamento con radioiodio e nell'assunzione di TSH per via artificiale; questo tipo di cura permette, in alcuni casi, una riduzione del gozzo di circa il 30-65%.

## Diffusione della patologia
Fino a tempi recenti, il gozzo endemico era largamente diffuso tra le popolazioni di aree povere di iodio, impossibilitate ad assumere questo elemento attraverso la dieta. Nei paesi più sviluppati, tuttavia, l'introduzione di alimenti ricchi di iodio e l'aggiunta di esso nel sale da cucina e nell'acqua potabile, come conseguenza di più accorte politiche di gestione della salute pubblica, hanno permesso di sradicare quasi del tutto questo problema.
A ogni modo il gozzo endemico è tuttora presente in paesi economicamente depressi come l'India e diversi paesi dell'Asia centrale e dell'Africa, o nelle regioni povere distanti dal mare (da dove proviene lo iodio).

## Il gozzo nell'arte
Per il suo aspetto particolarmente notevole, il gozzo è stato usato in molte culture per caratterizzare popolazioni in cui il fenomeno era particolarmente diffuso, oppure per esemplificare deturpazioni di ogni tipo, anche morale.
Nella bergamasca, la maschera di Gioppino, che raffigura il paesano delle valli (dove il fenomeno era endemico), viene raffigurato con tre gozzi, che ne divengono quasi un ornamento.
Anche nella regione algerina della Cabilia il gozzo ha una certa diffusione, e il cantante Ferhat lo impiega metaforicamente in una sua celebre canzone per descrivere l'orrore della prigione di Lambèse (dove venne imprigionato per aver difeso i diritti umani in Algeria):
(Ferhat Mehenni, Lambèse trad.: V. Brugnatelli)